# Leptogenys gaigei
Leptogenys gaigei é uma espécie de formiga do gênero Leptogenys, pertencente à subfamília Ponerinae.